# دارالفنون
دارالفنون نخستین سازمان آموزش عالی نوین در ایران است که در تاریخ ششم دی ۱۲۳۰ خورشیدی (۱۸۵۱ میلادی) به ابتکار میرزا تقی‌خان امیرکبیر در دوران ناصرالدین‌شاه قاجار بنیانگذاری شد. این نهاد در خیابان ناصرخسرو در مرکز تهران واقع شده و هدف اصلی آن آموزش علوم و فنون جدید به جوانان ایرانی بود.
دارالفنون به‌عنوان یک مرکز آموزشی، شامل رشته‌های مختلفی مانند پزشکی، مهندسی، علوم نظامی و سایر فنون نوین بود. این سازمان با دعوت از استادان خارجی، به‌ویژه از اتریش، در تلاش بود تا استانداردهای آموزشی مدرن را در ایران پیاده‌سازی کند. در نتیجه، بسیاری از دانش‌آموختگان دارالفنون به عنوان پیشگامان علوم و فنون جدید در ایران شناخته می‌شوند.
به دلیل اهمیت دارالفنون در گسترش علم و دانش، بسیاری از دانشگاه‌های خارجی به‌ ویژه در سده نوزدهم و اوایل بیستم در ایران به‌طور غیررسمی به این نام شناخته می‌شدند. این سازمان به‌عنوان الگویی برای سایر نهادهای آموزشی نوین در کشور عمل کرد و نقش محوری در مدرنیزاسیون نظام آموزشی ایران ایفا نمود.
ساختمان دارالفنون که در خیابان ناصرخسرو در مرکز تهران جای گرفته، پس از گذشت سال‌ها، به یک موزه تبدیل شده و به‌عنوان یادبودی از تاریخ آموزش نوین در ایران به بازدیدکنندگان ارائه می‌شود.
در نوشته‌های ایرانی، تا دیر زمانی همهٔ دانشگاه‌های خارجی را دارالفنون می‌خواندند.

## تاریخچه

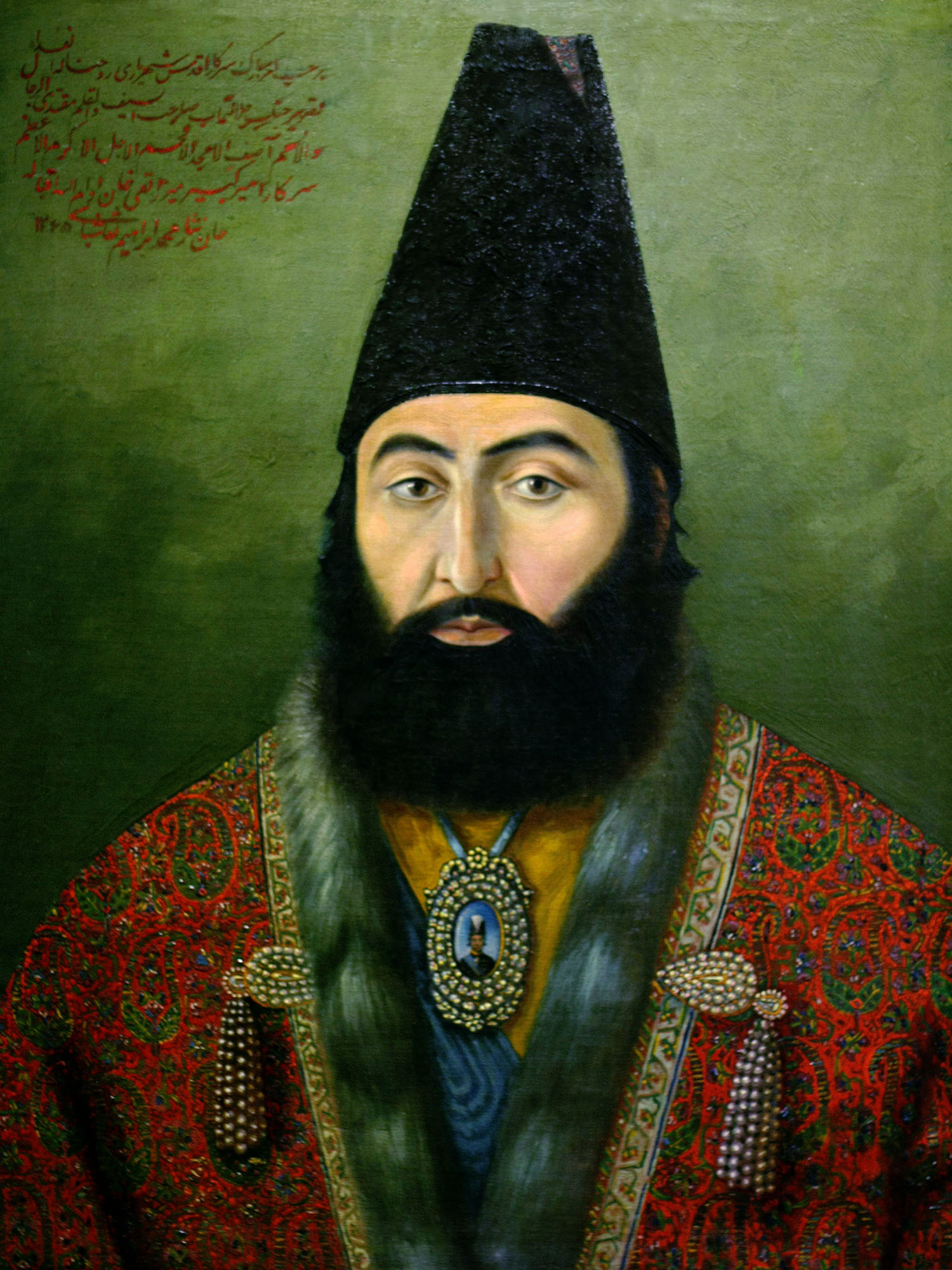
امیرکبیر

کاشی یادبود گشایش مدرسه و زنگ مدرسه دارالفنون. برداشته از خاطرات یکی از معلمین ناشناس فرانسوی

جمعی از معلم‌های «مدرسه مبارکه دارالفنون» در دهه دوم پس از گشایش.

میرزاتقی‌خان امیرکبیر پس از سفر به روسیه، متوجه نیاز بسیارِ کشور به مرکز آموزش عالی شد؛ بنابراین از آغاز صدارتش، برای تأسیس آن تلاش کرد؛ گرچه افتتاح آن را ندید، چرا که نخستین استادان آن به سرپرستی یاکوب ادوارد پولاک، دو روز پس از برکناری و تبعید امیرکبیر، به تهران رسیدند و استقبال گرمی از آنان نشد. نزدیک‌به ۱۴ سال پس از تأسیس مدرسه عالی دارالفنون و کمی پس از تأسیس مدرسه ابتدائی رشدیه، مدرسه محتشمیه و مدرسه شوکتیه ساخته شدند. به‌دنبال آن، دبیرستان شوکتیه و پس‌از آن، مدارسی در قاین (۱۲۹۶)، نهبندان (۱۲۹۹)، دشت بیاض (۱۳۰۰) و دبستان دخترانۀ شوکتی در استان خراسان جنوبی گشوده‌شدند.

اندیشه ایجاد مرکزی برای آموزش عالی در ایران و به تعبیر دیگر دانشگاه، نخستین بار با تاسیس دارالفنون در سال ۱۲۳۰ ه. ش. با رشته‌های مهندسی، داروسازی، طب و جراحی، توپخانه، پیاده نظام، سواره‌نظام و معدن شناسی به همت میرزا تقی خان امیرکبیر عملی گردید. دارالفنون گرچه توسعه نیافت اما تجربه مغتنمی پیش روی کسانی که در آرزوی آشنایی ایرانیان با دانش‌های جدید و پیشرفت‌های اروپائیان در صنعت، اقتصاد، سیاست و… بوده‌اند، قرار داد. با عطف به این تجربه در سال ۱۳۰۷ ه. ش دکتر محمود حسابی پیشنهاد راه‌اندازی مرکزی جامع همه یا اغلب دانش‌ها را با وزیر وقت فرهنگ، دکتر علی اصغر حکمت، در میان نهاد.

مراسم جداشدن دبیرستان شوکتیه از دبستان شوکتیه با حضور محمد ابراهیم خان علم و کنسول انگلستان در سال ۱۳۰۳

### ورود استادان اتریشی
استادان اتریشی، ۲۷ محرم ۱۲۶۸، دو روز پس از برکناری امیرکبیر به تهران رسیدند. بااین‌حال، امیرکبیر آنان را به داوودخان سفارش کرد و به او گفت چندان که می‌تواند به آنان مهربانی کند و نگذارد ناراحت و آزرده‌خاطر شوند. ناصرالدین‌شاه نیز از ورودشان باخبر و خوشحال شد و داوودخان را به حمایل سرخ سرتیپی مفتخر کرد. گویا استقبال خوب و شایانی از استادان اتریشی نشد. یاکوب ادوارد پولاک، از جمله آن استادان، سرگذشت پذیرایی سرد ایرانیان را این‌گونه نوشته‌است:
ما ۲۴ نوامبر ۱۸۵۱ وارد تهران شدیم. پذیرایی سردی از ما کردند. کسی به پیش‌واز ما نیامد و اندکی پس از آن آگاه شدیم که در این میانه اوضاع دگرگون شده‌است و چند روز پیش از ورود ما، در پی کارشکنی‌های درباریان و به‌ویژهٔ دسیسه‌های مادر شاه، که از دشمنان سرسخت امیر نظام بود، میرزاتقی‌خان برکنار شده‌بود. اما همین‌که امیر از ورود ما آگاه شد، به میرزاداوودخان گفته بود این اتریشی‌های بیچاره را من به ایران آورده‌ام. اگر سر کار بودم، اسباب آرامش آن‌ها را فراهم می‌کردم، اما اکنون نگرانم به آنان خوش نگذرد. سعی کن کارشان روبه‌راه شود.

### گشایش
دارالفنون، یک‌شنبه ششم دی ۱۲۳۰، برابر پنجم ربیع‌الاول ۱۲۶۸، سیزده روز پیش از کشته‌شدن امیرکبیر و با حضور ناصرالدین شاه، میرزا آقاخان نوری صدراعظم جدید و گروهی از دانش‌مندان و استادان ایرانی و اروپایی، با ۳۰ نفر شاگرد گشایش یافت و میرزامحمدعلی‌خان شیرازی، وزیر امور دول خارجه، مأمور تنظیم و اداره آن شد. پس‌از گشایش مدرسه، ریاست آن به عزیزخان آجودان‌باشی سپرده‌شد و رضاقلی‌خان هدایت که از سفارت خوارزم برگشته‌بود، به نظامت دارالفنون گماشته‌شد.
در المآثر و الآثار آمده‌است:
در روز یکشنبه پنجم ماه ربیع نخستین از سال ۱۲۶۸ هجری مطابق سنه خامسه از جلوس سعادت مأنوس، مدرسه مبارکه دارالفنون، واقعه در ارک محروسه تهران که بنا و انشاء از سال سابق شروع شده بود بر حسب امر فرمان مطاع افتتاح شد و از آن تاریخ علوم مستطرف و فنون مستحدث و صنایع مستغرب که حکمای اروپا اساس آن‌ها را در ظرف چندین قرن برپا ساخته بودند در این تأسیس با تقدیس انتشار همی گرفت و اشتهار همی پذیرفت.— محمدحسن خان اعتمادالسلطنه، المآثر و الآثار ص ۱۵۲
آن زمان، هفت استاد اتریشی، دانش‌آموزان را، که اغلب از خانواده‌های مهم و بانفوذ بودند، آموزش می‌دادند. گرچه مدرسه آغاز به کار کرده‌بود، ساختن آن تا ۱۲۶۹ قمری ادامه داشت. ۱۳۰۴ قمری، نیرالملوک، وزیر علوم، تالار نمایشی در مدرسه ساخت تا جایی برای تئاتر باشد. از آن زمان، درِ اصلی مدرسه در خیابان همایون بسته و دری به خیابان ناصریه سابق و ناصر خسرو کنونی گشوده‌شد.
بعدها با اعتراض سفیر انگلستان به اتریشی بودن استادان، چند استاد ایتالیایی، فرانسوی و آلمانی نیز به آن‌ها افزوده‌شدند. سه استاد ایرانی طب، عربی و جغرافی و یک استاد فرانسوی مقیم ایران نیز به آن‌ها پیوستند.

### نام‌گذاری
از نامه‌های به‌جامانده از امیرکبیر، نوشته‌های روزنامۀ وقایع اتفاقیه و اسناد دیگر برمی آید که در آغاز نامی برای این مرکز آموزشی در نظر نگرفته بودند، و آن را «مدرسه، مدرسه جدید، مکتب‌خانۀ پادشاهی، تعلیم‌خانه، معلم‌خانه و مدرسۀ نظامیه» یاد می‌کردند. در آخرین نامه‌ای که امیرکبیر به سفیر ایران در روسیه برای پیگیری استخدام استادان اروپایی می‌نویسد، آن را مدرسه نظامیه یاد می‌کند.

#### ریشه‌شناسی واژه دارالفنون
در منابع پیش و پس از تأسیس دارالفنون، به‌ویژه در خاطرات دانش‌آموختگان اروپا به واژه دارالفنون برمی‌خوریم. اینان، وقتی از دانشگاه‌های اروپایی نام می‌برند، آن‌ها را دارالفنون می‌نامند؛ مانند دارالفنون پاریس و دارالفنون لندن. واژه دارالفنون ترجمه Polytechnique فرانسوی یا Polytechnic انگلیسی است که عثمانی‌ها آن را به عربی ترجمه کردند و به همین لفظ وارد فارسی شد.

## ساختمان

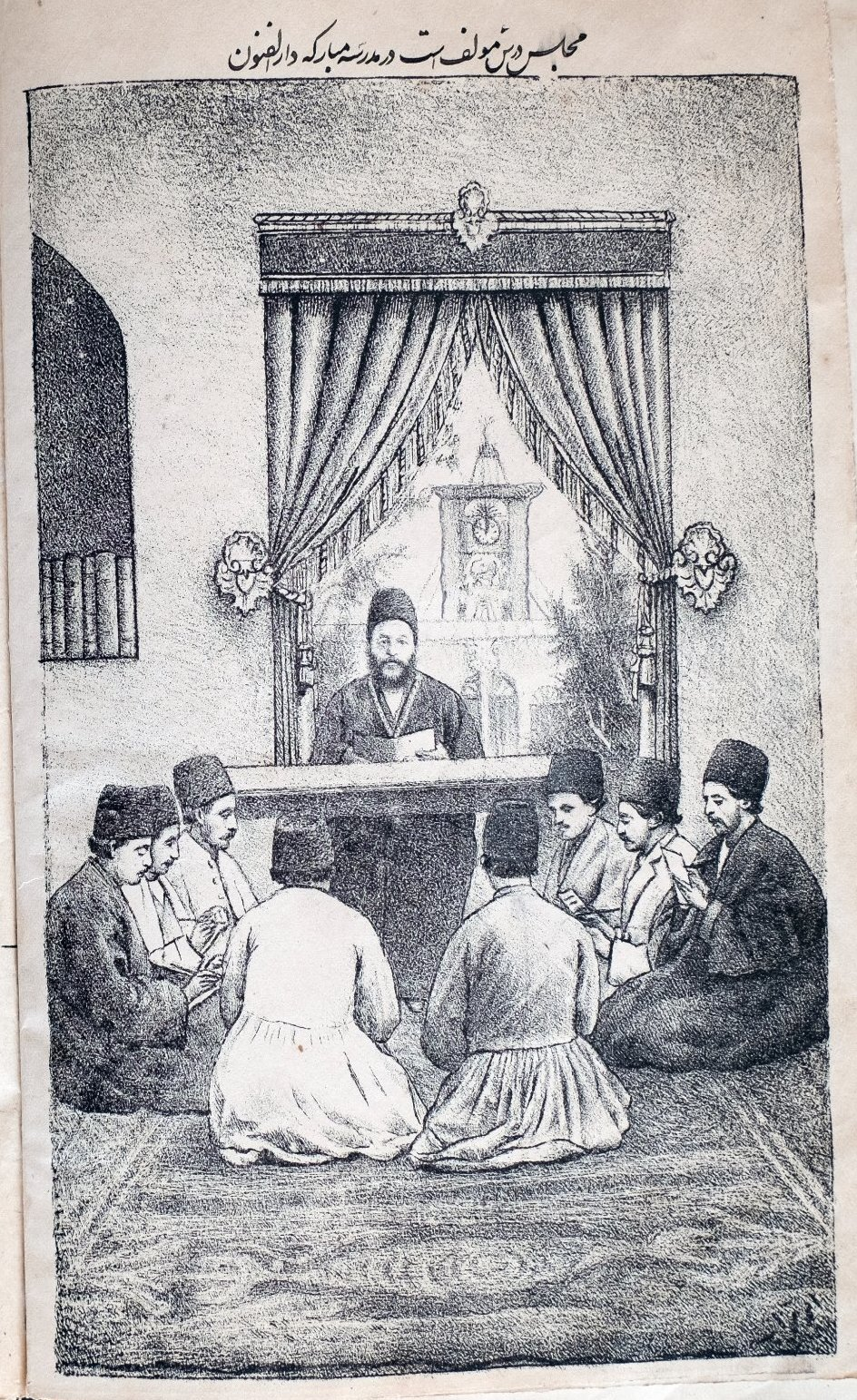
مجلس درس علی بن زین العابدین همدانی در مدرسهٔ دارالفنون اثر ابوتراب غفاری

امیرکبیر، با موافقت ناصرالدین‌شاه، جای ساختمان دارالفنون را کنار کاخ‌های سلطنتی و جایی که سربازان آموزش نظامی می‌دیدند برگزید، و به میرزارضاخان مهندس تبریزی که یکی از پنج نفر محصل اعزامی به لندن در زمان عباس میرزا بود دستور تهیه نقشه ساختمان داد. نقشه ساختمان از روی طرح عمارت سربازخانه ولیچ انگلیس در اواخر ۱۲۲۹ آماده و محمدتقی معمارباشی به ساختن آن مأمور شد و کار را آغاز کرد.
قسمت شرقی بنا، ۱۲۳۰، پایان یافت.
۱۳۰۸ (۱۳۴۸ قمری)، هشتاد سال پس از فعالیت، ساختمان مدرسه به دستور اعتمادالدوله وزیر وقت معارف تخریب و ساختمان کنونی با نقشهٔ مهندسی روسی ساخته شد.
ساختمان مدرسه، پنجاه اتاق چهار-در-چهار-ذرعی در چهار سوی حیاط داشت. ظاهر این اتاق‌ها «منقش و مُذَهَّب» توصیف شده، که مشخص است تزئینات چشم‌نواز نقاشی و گچ‌بری رنگی داشته‌اند. جلوی اتاق‌ها ایوان و سایبان ساخته بودند. در وسط حیاط مدرسه حوض بزرگی قرار داشت که اطراف‌ش باغچه‌هایی برای و گل و درخت بود. میان باغچه‌ها را خیابان کشیده، با آجرهای بزرگ معروف به قزاقی فرش کرده بودند. در ضلع شرقی و پشت کلاس‌ها چندین مغازه ساخته بودند که وزارت علوم و معارف در بالاخانه آن‌ها مستقر بود. در ضلع شمالی و پشت ساختمان مخابرات امروزی محوطه‌ای وسیع با چند اتاق کوچک و بزرگ قرار داشت که برای دانش‌جویان نظامی مدرسه و بعدها، دانش‌جویان موسیقی بود. دارالفنون، آزمایش‌گاه فیزیک و شیمی و داروسازی، چاپ‌خانه، کتاب‌خانه، و سفره‌خانه (غذاخوری) داشت. در یکی از اتاق‌های آن دو اسکلت برای آموزش دانشجویان پزشکی نگهداری می‌شد.
در نیمه اول ۱۳۰۴ قمری، نیرالملوک وزیر علوم با همکاری امین‌السلطان وزیر مالیه با خرید و تخریب خانه‌های ضلع جنوبی مدرسه، تالار بزرگ نمایش را ساخت تا ناصرالدین‌شاه، که در سفر فرنگ با تئاتر آشنا شده‌بود، در آن تئاتر تماشا کند. درِ اصلی مدرسه در آغاز به خیابان باب همایون باز می‌شد که بنا به مصالحی آن را بستند و ورودی مدرسه را به خیابان ناصریه یا ناصر خسرو امروزی باز کردند.

### ساختمان فعلی دارالفنون
ساختمان دارالفنون، هشتاد سال برجا بود و ۱۳۰۸ خورشیدی، باآن‌که همچنان قابل استفاده بود، تخریب شد. در آن سال، میرزایحیی‌خان اعتمادالدوله قراگزلو وزیر معارف وقت ساختمان اولیه را در هم کوبید و با نقشه و نظارت نیکلای مارکف، مهندس روس مقیم ایران، ساختمان امروزی را به جای آن ساخت. علی‌اصغر حکمت وزیر فرهنگ وقت نیز، ۱۳۱۳، عمارتی را در شمال و جنوب بر آن افزود.
امروزه ورودی ساختمان، در شمال‌شرقی مدرسه و رو به خیابان ناصرخسرو باز می‌شود. این دروازه به‌شیوه معماری سنتی، طاق زنجیره‌ای بلندی دارد. دو ستون استوانه‌ای نقره‌ای در دوسوی درگاه، طاق این دروازه را نگه داشته‌است. درست بالای در دولنگه‌ای چوبی و قهوه‌ای مدرسه، «دارالفنون» و سال تأسیس آن، ۱۲۶۸ قمری، را بر کاشی نوشته‌اند. این در که در یکی از چهار کنج مدرسه قرار دارد به فضایی هشتی‌مانند باز می‌شود که از سوی دیگر به حیاط راه دارد. ساختمان دوطبقه مدرسه، زیربنایی مستطیل‌شکل دارد. در رأس هر چهار ضلع، چهار پلکان مارپیچی، طبقه پایین مدرسه را به طبقه بالا وصل می‌کند. درحاشیه بیرونی پله‌ها، نرده آهنی توپری نصب شده‌است که مانع از سقوط افراد می‌شود.
ساختمان امروزی سی‌ودو کلاس دارد؛ دوازده کلاس در دو طبقه ضلع شرقی، دوازده کلاس در ضلع غربی، و هشت کلاس در دو طبقه ضلع شمالی. سالن‌های نمایش و غذاخوری نیز در ضلع جنوبی قرار دارند. احتمالاً این دو سالن باید از بناهای اولیه دارالفنون باشد. مارکف ساختمان کلاس‌ها را تخریب کرد و بازساخت.

## آموزش در دارالفنون

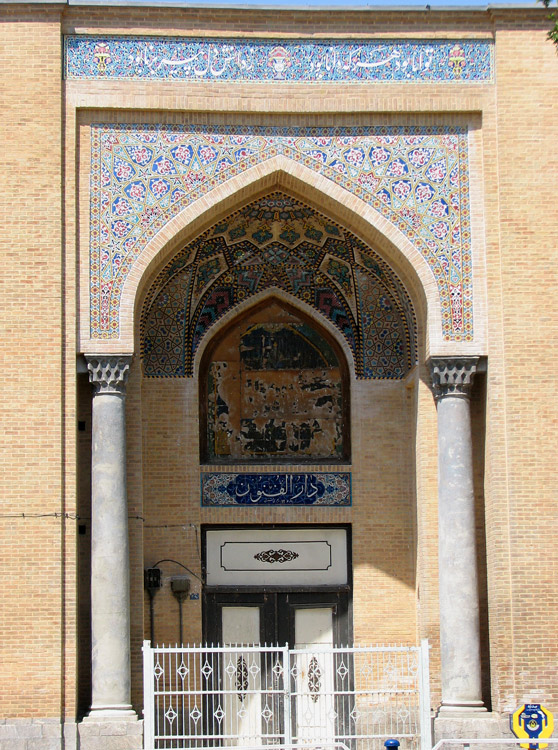
سردر ساختمان دارالفنون

پیاده‌نظام، سواره‌نظام، توپ‌خانه، مهندسی، پزشکی و جراحی، داروسازی و کانی‌شناسی در دارالفنون تدریس می‌شدند. زبان فرانسه، علوم طبیعی، ریاضی، تاریخ و جغرافی، دروس مشترک همهٔ رشته‌ها بود. بعدها زبان انگلیسی، روسی، نقاشی و موسیقی به آن‌ها افزوده‌شد.
برای اداره مدرسه، امیرکبیر در آغاز، استادان خارجی استخدام کرد. او که با سیاست دولت‌های فرانسه و انگلیس آشنا بود، دست نیاز به سوی آن‌ها دراز نکرد، بلکه به سراغ اتریشی‌ها رفت و شش استاد را برای شش سال با مقرری سالانه چهارهزار و چهارصد تومان استخدام کرد.

### دروس عمومی
در آغاز، زبان خارجی دارالفنون، فرانسه بود و بعدها روسی و انگلیسی هم تدریس می‌شد. معلمان زبان فرانسه، میرزاملکم‌خان، میرزاآقا، میرزاجعفر، محمدحسن‌خان قاجار و میرزامحسن‌خان بودند. برخی از آن‌ها در فرانسه این زبان را آموخته بودند. همه رشته‌ها، تاریخ، جغرافی، ریاضی و زبان خارجه داشتند.
در دارالفنون زبان عربی، تعلیمات دینی و حکمت مابعدالطبیعه تدریس نمی‌شد و این دروس متعلق به مدارس سنتی بود.

### آیین‌نامه آموزشی
پس از انقلاب مشروطیت و با ورود معلمان فرانسوی، کارهایی اساسی برای بازسازی جای‌گاه علمی دارالفنون آغاز شد و ۱۲۸۵، «آیین‌نامه مدرسه دارالفنون» تدوین شد، که براساس آن، سال تحصیلی از شهریور هر سال آغاز و خرداد سال بعد پایان می‌یافت.

## ساختار و مدیریت دارالفنون
ساختار اداری دارالفنون شامل رئیس و ناظم بود.

### رؤسا

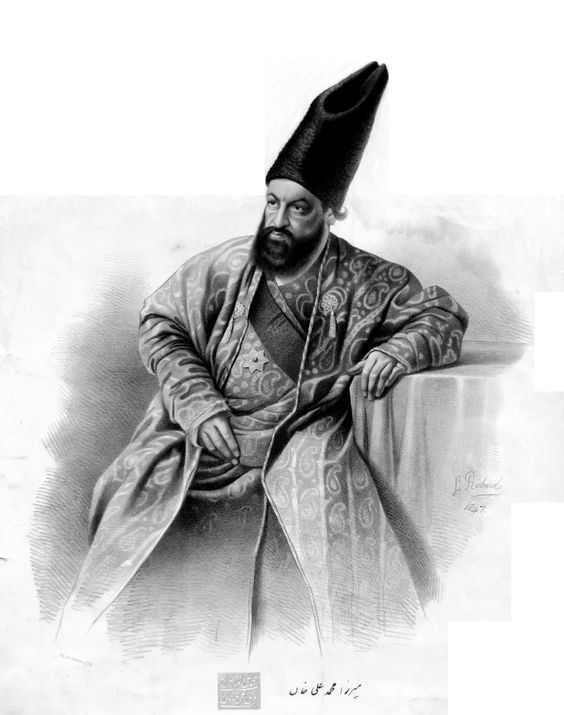
میرزا محمدعلی خان شیرازی، نخستین رئیس دارالفنون

رؤسای دارالفنون معمولاً از مهم‌ترین مقام‌های سیاسی مملکت بودند. این‌ها، به‌ترتیب رؤسای دارالفنون بودند:
1. میرزامحمدعلی‌خان شیرازی (وزیر امور خارجه)
2. عزیزخان مکری (سردار کل یا وزیر جنگ)
3. میرزامحمدخان امیر تومان
4. علی‌قلی‌میرزا اعتضاد السلطنه (اولین وزیر علوم ایران)
5. رضاقلی‌خان هدایت (هجده سال ناظم بود و سپس رئیس مدرسه شد)
6. علی‌قلی‌خان هدایت پسر رضاقلی‌خان هدایت، که بعدها ملقب به مخبرالدوله شد.
7. جعفرقلی‌خان هدایت برادر کوچک علی‌قلی‌خان، ملقب به مخبرالملک
8. محمدحسین‌خان ادیب‌الدوله
9. رضاقلی هدایت پسر جعفرقلی‌خان هدایت

اعتضادالسلطنه، عموی ناصرالدین شاه، مشهورترین رئیس دارالفنون و رضاقلی‌خان هدایت مشهورترین ناظم دارالفنون بودند و زمان مدیریت آن‌ها، دوران درخشان دارالفنون بوده‌است. یک کتاب‌دار، یک آجودان، یک ناظر، یک صندوق‌دار، یک منشی که کارهای مدرسه را ثبت می‌کرد، یک مؤذن، چند نگهبان و فراش، از ساختار اداری دارالفنون بودند.

## استادان
داودخان مسیحی به عنوان نماینده امیرکبیر به اتریش رفت تا به سفارش او، استادان امور نظامی و وابسته به آن، فیزیک، شیمی، داروسازی و معدن را به خدمت بگیرد. بدین ترتیب، ۷ استاد، که نامشان در ادامه می‌آید، به ایران دعوت و به عنوان اولین استادان دارالفنون مشغول به کار شدند:
1. یاکوب ادوارد پولاک[الف]، معلم طب
2. فوکتی[ب]، معلم طبیعیات و داروسازی
3. چارنوتا[پ]، معلم معدن‌شناسی
4. زاتی[ت][۲۳][ث]، معلم ریاضیات و هندسه
5. موسیو کرشیش[ج]، معلم توپخانه
6. آلفرد بارون دی گومنس[چ]، معلم پیاده‌نظام
7. نمیرو[ح]، معلم سواره‌نظام

افزون‌بر این‌ها، موسیو ریشارد فرانسوی که فارسی را خوب می‌دانست و کم‌وبیش ایرانی شده‌بود و میرزاملکم‌خان که از ارمنی‌هأ جلفا بود و مدتی در انگلستان وزیرمختار بود نیز برای تدریس زبان فرانسه و جغرافی در دارالفنون استخدام شدند. معلمان اروپایی، افراد دانش‌مندی بودند و افزون‌بر تدریس به تألیف کتاب‌های درسی هم می‌پرداختند.
بعدها معلمانی از ایتالیا، آلمان و فرانسه نیز استخدام شدند.

### معلمان سرشناس

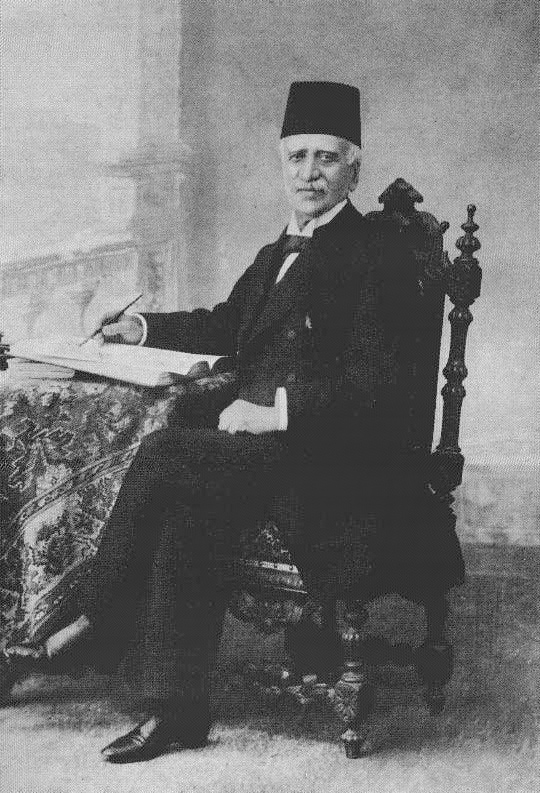
میرزا ملکم خان از نخستین مدرسان دارالفنون

- پولاک (معلم طب، جراحی و کحالی یا «علاج چشم»)
- ژرژ (معلم طب)
- گالی (معلم جراحی)
- موسیو دانتان (معلم تاریخ طبیعی)
- موسیو لومر (معلم موسیقی)
- موسیو المر (معلم شیمی)
- موسیو داوید (معلم مهندسی و هندسه)
- بدیع‌اله واجد سمیعی (معلم ریاضی)
- عبدالغفار نجم‌الدوله (معلم ریاضی)
- عبدالرزاق بغایری معلم مهندسی و ریاضی)
- یوهان لوئیس شلیمر (معلم طب، بیماری‌های جلدی و تشریح)
- ژول ریشار (او در ایران مسلمان شد و نام رضا را برای خود برگزید - معلم زبان فرانسه)
- یوسف ریشار («محمدرضا خان» (فرزند ژول ریشار) ملقب به «یوسف ریشارخان») (معلم زبان فرانسه)
- میرزا ملکم‌خان (معلم حساب، هندسه عام و لگاریتم)
- شیخ محمد صالح اصفهانی (معلم فارسی و عربی)
- میرزا اسدالله (معلم فارسی و عربی و پیش‌نماز مدرسه)
- ملا حسین (معلم فارسی و عربی)[۴]
- متراتسو ایتالیایی (مربی سپاه و معلم پیاده‌نظام و فن آرایش لشکر یا تاکتیک)
- فاکتی ایتالیایی (معلم فیزیک، شیمی و دواسازی)
- کلوکه طبیب مخصوص شاه (معلم طب و جراحی)
- محمود خان شیمی طبیب و چشم‌پزشک معروف در آن زمان
- میرزا علی اکبر خان مصورالسلطان استاد نقاشی
- محمد خان (معلم شیمی)

### معلمان طب سنتی ایران در دارالفنون
- میرزا احمد طبیب کاشانی
- میرزا ابوالقاسم حکیم‌باشی
- میرزا رضای دکتر که در اروپا تحصیل کرده بود[۴]
- میرزا عبدالوهاب
- میرزا کاظم محلاتی
- میرزا ابوالقاسم نایینی (سلطان‌الحکما)
- میرزا سید علی

## دانش‌آموختگان
ورود به دارالفنون، در آغاز برای همه ممکن نبود و ابتدا می‌بایست به شاه معرفی می‌شدند و از فرزندان اعیان و اشراف مملکت می‌بودند. پس از هشت سال، با پایان دوره تحصیل نخستین نسل دانش‌آموزان دارالفنون در ۱۸۵۸ میلادی (۱۲۷۶ هجری قمری)، این دانش‌آموختگان آشنا با علوم و معارف جدید اروپایی وارد اجتماع شدند. از آن پس، دانش‌آموختگان دارالفنون، هم‌واره از اثرگذارترین افراد در فضای سیاسی و اجتماعی ایران بودند. مشهورترین دانش‌آموخته نسل اول دارالفنون، محمدحسن‌خان صنیع‌الدوله معروف به اعتمادالسلطنه بود که پس از تحصیل در دارالفنون و سپس در فرانسه به ریاست دارالترجمه همایونی رسید و مترجم مخصوص ناصرالدین‌شاه و وزیر انطباعات (چاپ و نشر) شد.
هرچند دارالفنون از همان نسل نخست، شوق فراگیری علوم و معارف جدید به سبک اروپایی را در دانش‌آموزان برمی‌انگیخت، اما تفاوت آشکاری میان نسل‌های اولیه و دانش‌آموختگان بعدی مشهود بود؛ به‌واسطه آموزش دیدن در دارالفنون و آشنایی روزافزون با ایده‌های ملی‌گرایانه و تفکرات روشنفکرانه اندیشه‌مندان قرن هجدهم فرانسه، همچنین شرایط سیاسی کشور در عهد ناصری، نسل‌های بعدی دانش‌آموختگان دارالفنون، گرایش‌های ناسیونالیستی و روشن‌فکری بیشتری داشتند و نسبت به شرایط سیاسی و اجتماعی ایران بیشتر آگاه بودند. این نسل از دانش‌آموختگان دارالفنون نسبت به دیگر هم‌وطنان‌شان درک بهتری از دنیای جدید و جای‌گاه ایران داشته و منتقد طبقه حاکم، جزم‌اندیشی دینی و عقب‌افتادگی فرهنگی بودند. بسیاری از دانش‌آموختگان دارالفنون وارد فعالیت‌های سیاسی شده و در جنبش مشروطه مشارکت اثرگذاری داشتند: صنیع‌الدوله و احتشام السلطنه، نخستین و دومین رئیسان مجلس شورای ملی، و میرزا جهانگیرخان، روزنامه‌نگار و مدیر روزنامه اثرگذار صور اسرافیل از دانش‌آموختگان دارالفنون بودند. بسیاری از معلمان و دانش‌آموختگان دارالفنون پس از تأسیس دانشگاه تهران، استاد این دانشگاه شدند و برخی هم به مقام‌های مهم دولتی مانند وزارت یا حتی نخست‌وزیری در دولت‌های بعدی رسیدند.

## پزشکی در دارالفنون
از همان آغاز به کار دارالفنون، پزشکی یکی از رشته‌های اصلی آن بود.

### یاکوب ادوارد پولاک
اولین دوره پزشکی در دارالفنون با ۱۴ دانشجوی یاکوب ادوارد پولاک آغاز شد که با پیوستن دانشجویان خصوصی کلوکه، شمار آن‌ها به ۲۰ رسید.
پولاک به‌جز آموزش‌های تئوریک، دانشجویان را در سه سطح آموزش می‌داد؛ نخست در درمان‌گاه سرپایی، دوم در بیمارستان نظامی تازه‌تأسیس، و سوم با فرستادن آن‌ها برای ادامه تحصیل در اروپا.

### ژوزف تولوزان
بعد از پولاک، ژوزف تولوزان، پزشک ناصرالدین‌شاه شد، که در دارالفنون درس می‌داد. او، حافظ‌الصحه را که بعدها وزارت بهداری شد، تأسیس کرد.

### شلیمر
جانشین پولاک در دارالفنون، یک پزشک هلندی بود که پیش از آن در عثمانی خدمت کرده‌بود. شلیمر به فراگیری زبان فارسی پرداخت.

## کتابخانه
بنا به گفتهٔ علی‌قلی مخبرالدوله که در آغاز مسئول کتاب‌خانه دارالفنون بود، کتاب‌خانه کتاب‌های کمی داشت. با افزوده شدن کتاب از سوی استادان و دانشجویان، همچنین کتاب‌های تاریخ اروپایی، کتابخانه بزرگ‌تر شد. اهدای کتاب نیز در رشد کتاب‌خانه مؤثر بود. برای نمونه، ۱۲۴۲، اعتضادالسلطنه کتاب‌خانه‌اش را که کتاب‌هایی به زبان‌های فارسی و اروپایی داشت به دارالفنون بخشید. دهه ۱۳۱۰ که کتابخانه ملی ایران تأسیس شد، گنجینه دارالفنون به آن منتقل شد.
از تأسیس کتابخانه مبارکه دارالفنون تا ۱۳۵۷، نام کتابخانه دارالفنون چنین بوده‌است.
1. کتابخانه مبارکه دارالفنون
2. کتابخانه معارف
3. کتابخانه معرف عمومی
4. کتابخانه معارف فنی
5. کتابخانه فردوسی

علی‌قلی‌خان مخبرالسلطنه، وزیر علوم، نخستین کتاب‌دار دارالفنون بود و ۱۲۳۸ (خورشیدی)، ناصرالدین‌شاه او را کتاب‌دار دارالفنون کرد. ۱۲۳۲، شاه‌زاده اعتضادالسلطنه، مجموعه‌ای از کتاب‌های فارسی و خارجی را تهیه کرد و در کتابخانه دارالفنون (کتابخانه معارف عمومی) قرار داد.

## چاپ‌خانه دارالفنون
چاپ‌خانه چاپ سنگی دارالفنون یا دارالطباعه خاصه علمیه مبارکه دارالفنون، هم‌زمان با گشایش دارالفنون شروع به کار کرد. این چاپ‌خانه اختصاصاً برای چاپ کتاب‌های درسی مجهز شده‌بود و از تأسیس (۱۲۶۸ ق) تا حدود ۱۳۰۰ قمری، ۳۰ الی ۴۰ جلد کتاب درسی را منتشر کرد. این چاپخانه تا ۱۳۲۶ ق برپا بوده‌است.

## بودجه
بودجه دارالفنون در آغاز ۷۷۵۰ تومان بود، که ۱۳۰۷ قمری به سی‌هزار تومان رسید.

## مخالفت با دارالفنون
از تأسیس دارالفنون، برخی درباریان به مخالفت با آن پرداختند. نخستین مخالف، جانشین امیرکبیر، میرزا آقاخان نوری بود که به‌دنبال انحلال آن برآمد. آقاخان می‌خواست معلمان اتریشی را بازگرداند، که نماینده بریتانیا هم از آن پشتیبانی می‌کرد، تاجایی‌که سرهنگ شیل به شاه توصیه کرد که دارالفنون به‌ضرر سلطنت اوست. ناصرالدین‌شاه به این حرف‌ها اعتنا نکرد و به حمایت از دارالفنون و حفظ آن پرداخت. بااین‌حال، به آن بدبین شد، چراکه بسیار از فراماسونری بیزار بود و برخی شاگردان دارالفنون از راه ملکم‌خان وارد فراماسونری شده‌بودند. بااین‌همه، شاه که نگران نگرش اروپا به ایران بود و ازآنجاکه بستن دارالفنون را نشانه عقب‌ماندگی می‌دانست، از آن صرف‌نظر کرد.

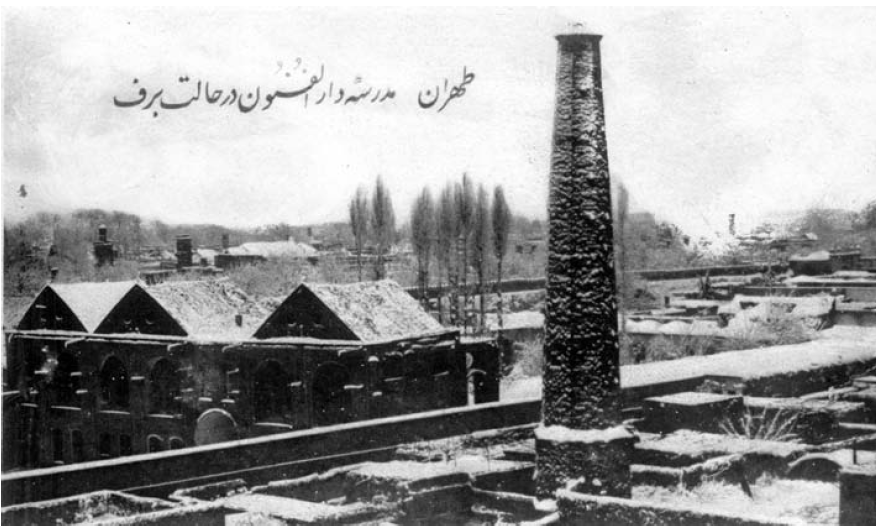
تصویری قدیمی از دارالفنون پس از بارش برف.

از دیگر دلایل مخالفت با دارالفنون، رواج پزشکی اروپایی بود. طرف‌داران پزشکی سنتی، آموزش پزشکی نوین را خطری جدی برای شغل‌شان حس می‌کردند. در کلاس‌های طب تا مدت‌ها تنها به تدریس نظری بسنده می‌شد، و از ترس تکفیر، کالبدگشایی نمی‌کردند. اما، ۱۲۳۲، که یکی از بیگانگان، مشکوک درگذشت، به درخواست بازماندگان، یاکوب ادوارد پولاک برای کشف علت مرگ، او را در حضور شاگردان کالبدشکافی کرد. سال‌ها بعد یک معلم زبان فرانسه به نام بارنه‌یود، پیش از مرگ، جسد خود را به مدرسه فروخت تا پس‌از مرگ، شاگردان آن را تشریح کنند.
برخی مخالفت‌ها نیز از آن بود که دانش‌آموختگان دارالفنون را طرف‌دار فرهنگ غرب می‌دانستند. به‌ویژه، آن‌ها که در غرب به ادامهٔ تحصیل پرداخته‌بودند، گرچه برخی از آن‌ها هم با رفتار خود به این برداشت کمک می‌کردند.
هشت سال پس از گشایش دارالفنون، به‌دنبال ورود شماری از دانش‌آموختگان آن به فراماسونری یا «فراموش‌خانه» میرزاملکم‌خان، بی‌مهری و کم‌توجهی ناصرالدین‌شاه به دارالفنون را سبب شد.
ناصرالدین‌شاه در دهه آخر حکومت و بیش‌از گذشته، بر این پای می‌فشرد که مسئولان دارالفنون، چه دیوانی چه فرهنگی، از راه شهریه سنگین و دست‌چین‌کردن دانش‌آموزان، فرزندان رعیت را از ورود به دارالفنون بازدارند.

## یادداشت
1. ↑  Polak
2. ↑  Focckette
3. ↑  Charnota
4. ↑  وی در سال ۱۸۵۴ میلادی به علت خفگی ناشی از زغال سنگ درگذشت و کلیسای تادئوس و بارتوقیمئوس مقدس تهران به خاک سپرده شد.
5. ↑  Zatti
6. ↑  Kerziz
7. ↑  Cumoans
8. ↑  Nemiro
9. ↑  Richard